# VII съезд Трудовой партии Кореи
VII съезд Трудово́й па́ртии Коре́и (кор. 조선로동당 제7차 대회?, 朝鮮勞動黨 第7次大會?) проходил в Пхеньяне с 6 по 9 мая 2016 года. В работе съезда приняли участие 3667 делегатов, из них 3467 — с решающим голосом и 200 — с совещательным голосом. На форуме также присутствовало 1387 наблюдателей.
Основным итогом съезда стало назначение Ким Чен Ына Председателем Трудовой партии Кореи. До этого он возглавлял ТПК в качестве Первого секретаря.
Форум не внёс принципиальных изменений во внутреннюю и внешнюю политику ТПК. Курс на построение социализма «корейского образца» был подтверждён, а также заявлено о намерении укреплять ракетно-ядерные силы сдерживания.

## Предыстория
Предыдущий VI съезд партии состоялся в 1980 году. Таким образом, партийный форум стал первым за последние 36 лет.
В преддверии съезда, 24 февраля 2016 года, на заседании Политбюро ЦК ТПК было принято решение о развёртывании в общенациональном масштабе «70-дневной трудовой вахты», идеологической массовой мобилизационной кампании, призванной ударным трудом встретить съезд, увеличить все показатели производства, перевыполнить поставленные планы по всем отраслям народного хозяйства. В речи на открытии съезда Ким Чен Ын объявил, что кампания добилась больших успехов ― задачи «вахты» были выполнены и перевыполнены.

## Международная обстановка
Съезд проходил в условиях весьма непростой для КНДР международной обстановки. После проведённых КНДР в начале года ядерных испытаний и успешного запуска спутника «Кванмёнсон-4», Совет Безопасности ООН в марте одобрил новый пакет санкций против КНДР, которые вкупе с принятыми им ранее мерами в отношении этой страны в связи с её ракетно-ядерной программой, были охарактеризованы, как «беспрецедентно-жёсткие». Причём за резолюцию СБ ООН проголосовали в числе прочих Китай и Россия — основные торговые партнёры КНДР.

## Повестка дня
В повестку дня съезда вошли следующие вопросы:
1. Отчет о работе ЦК ТПК (докладчик — Ким Чен Ын).
2. Отчет о работе Центральной ревизионной комиссии ТПК (докладчик — Чхве Сын Хо).
3. О пересмотре Устава ТПК.
4. О выдвижении Ким Чен Ына на пост главы ТПК (докладчик — Ким Ён Нам).
5. Выборы центральных руководящих органов ТПК.

## Основные решения съезда
В ходе съезда, согласно его повестке, прошли выборы в руководящие органы партии и Ким Чен Ын был избран Председателем ТПК.
В устав Трудовой партии Кореи был внесён ряд изменений и дополнений. В частности, Секретариат ЦК преобразован в Исполнительный политический совет.
Немаловажно и то, что на съезде была принята пятилетняя стратегия экономического развития страны в период с 2016 по 2020 год. Стратегия была основана на индикативных показателях и затрагивала ключевые отрасли экономики.

## Оценки
Перед проведением VII съезда ТПК высказывались различные мнения о целях и замыслах его организаторов.
Некоторые обозреватели, ссылаясь на перемены в экономике КНДР, в частности на развитие розничной торговли, предрекали едва ли не начало рыночных реформ по китайскому образцу. Ряд аналитиков счёл, что съезд повлечёт за собой массовые политические репрессии или чистки в партийном руководстве. Другие эксперты говорили о «ритуальном» характере мероприятия и не ждали от VII съезда ТПК серьёзных перемен.
По мнению корееведа Андрея Ланькова, проведением съезда Ким Чен Ын стремился подчеркнуть преемственность нынешнего курса с политикой своего дедушки, Ким Ир Сена. Той же точки зрения придерживался руководитель Центра корейских исследований ИДВ РАН Александр Жебин.